# Yungia aurantiaca
Espèce
Yungia aurantiaca est une espèce de vers plats marins du genre Yungia et de  la famille des Pseudocerotidae.

## Description
Ce plathelminthe est orangé et d'une longueur de 6 cm pour une épaisseur de 1,5 mm environ.

## Répartition
Cette espèce se rencontre en mer Méditerranée.

## Systématique
Le nom valide complet (avec auteur) de ce taxon est Yungia aurantiaca (Delle Chiaje, 1822).
Cette espèce a été découverte par Stefano Delle Chiaje en 1822.

### Synonymes
Yungia aurantiaca a pour synonymes :
- Planaria aurantiaca Delle Chiaje, 1822
- Proceros aurantiacus (Delle Chiaje, 1822)
- Thysanozoon aurantiacum (Delle Chiaje, 1822)
- Thysanozoon auriantiacum (Delle Chiaje, 1822)
- Thysanozoon flavum (Delle-Chiaje, 1822) Örsted, 1844